# Oreophryne flava
Oreophryne flava es una especie de anfibio anuro del género Oreophryne de la familia Microhylidae.

## Distribución geográfica
Es originaria de Nueva Guinea Occidental (Indonesia).